# Mpact 2
Az Mpact 2 egy 125 MHz-es vektorfeldolgozó grafikus, audió és videó médiaprocesszor, a Chromatic Research médiaprocesszorok Mpact családjának második generációja, amely csak társprocesszorként használható egy gazdagép fő mikroprocesszora mellett.
Az Mpact 2-t alkalmazó hardverek OEM firmware segítségével képesek a plug-and-play technológia lehetőségeinek biztosítására, és használhatók akár PCI, akár AGP portokkal és sínekkel.

## UAD-1 DSP kártyák
Az UAD-1 egy Mpact 2-t alkalmazó digitális jelprocesszor (DSP) kártya, amelyet a Universal Audio forgalmazott és – az ATI Technologies által 1998 novemberében felvásárolt – Chromatic fejlesztett; ez az egység a gazdaszámítógép CPU-ja helyett közvetlenül a DSP-t használta az audio plug-inok feldolgozására. Ez lehetővé teszi a pontos, ám nagy számításigényű reverbek, ekvalizátorok, kompresszorok és limiterek valós időben történő kezelését, a CPU terhelése nélkül. A 3D funkcionalitást a hardver beépítve tartalmazza. Az UAD-1-et 2009-ben az Analog Devices 21369 és 21469 DSP-in alapuló UAD-2 váltotta fel.
Az UAD-1 hardver három interfésszel készült: PCI (UAD-1), PCI Express (UAD-1e), és ExpressCard (UAD-Xpander). A kártyákat a Chromatic Research (korábbi nevén Xenon Microsystems) kínálta, és a Chromatic Mpact 2 videóadapter részét képezték.

## Fordítás
Ez a szócikk részben vagy egészben  a   MPACT 2 című angol Wikipédia-szócikk ezen változatának fordításán alapul.  Az eredeti cikk szerkesztőit annak laptörténete sorolja fel. Ez a jelzés csupán a megfogalmazás eredetét és a szerzői jogokat jelzi, nem szolgál a cikkben szereplő információk forrásmegjelöléseként.